# Augochloropsis illustris
Augochloropsis illustris är en biart som först beskrevs av Joseph Vachal 1903.  Augochloropsis illustris ingår i släktet Augochloropsis och familjen vägbin. Inga underarter finns listade.